# Dasyhelea estonica
Dasyhelea estonica är en tvåvingeart som beskrevs av Jean-Jacques Kieffer 1925. Dasyhelea estonica ingår i släktet Dasyhelea och familjen svidknott.
Artens utbredningsområde är Estland. Inga underarter finns listade i Catalogue of Life.